# Литература Хейхалот
Литература Хейхалот (ивр. סִפרוּת הַהֵיכָלוֹת‎ — «литература Чертогов»), также литература Хейхалот и Меркава («литература Чертогов и Колесницы») или литература Йордей Меркава («литература нисходящих к Колеснице») — тексты, составленные еврейскими мистиками во II—VII веках н. э. на территории Израиля и Вавилонии и посвящённые описанию высших миров, Небесных Чертогов, ангелов и престола Божьей Славы. Являются одним из древнейших источников каббалы.

## Название
Хейхалот — множественное число слова др.-евр. היכל‬ («хейхаль» — «чертог»). Так в книгах Танаха называется Иерусалимский Храм. Согласно мистической доктрине, Храм, находящийся в физическом мире, соответствует Небесным чертогам, существующим в духовных мирах. Многие произведения, относящиеся к литературе Хейхалот, в своем названии содержат слово «хейхаль».

## Состав
Литература Хейхалот дошла до нас в виде фрагментов манускриптов, написанных в конце первого тысячелетия и обнаруженных в девятнадцатом веке в Каирской генизе, а также в виде разрозненных рукописей, датируемых началом второго тысячелетия н. э., сохранившихся в различных библиотеках мира и в частных коллекциях. Всего имеется не менее copoка семи рукописей, содержащих тексты, которые принято считать литературой Хейхалот. После появления книгопечатания некоторые рукописи были оформлены в книги и опубликованы.
Вот неполный список имеющихся сочинений:
- Хейхалот рабати («Большие Чертоги»)
- Хейхалот зутрати («Малые Чертоги»)
- Меркава раба («Большая Колесница»)
- Сефер Хейхалот («Книга Чертогов») или Ханох III («Третья книга Еноха»)
- Маасе Меркава («Действие Колесницы»)
- Шиур кома («Измерения»)
- Масехет Хейхалот («Трактат Чертогов»)
- Реуйот Йехезкэль («Видения Йехезкеля»)

Следует иметь в виду, что сохранившиеся рукописи во многих случаях содержат тексты, не разделённые на отдельные сочинения и не имеющие названий.
Некоторые исследователи включают в этот список также другие произведения, отличающиеся по теме или по времени написания. В том числе:
- Харва де-Моше («Мечь Моше»)
- Барайта де-маасе берешит («Трактат о сотворении мира»)
- Сефер йецира («Книга Творения»)
- Сефер ха-разим («Книга Тайн»)
- Сефер Зэрубавель («Книга Зоровавеля»)

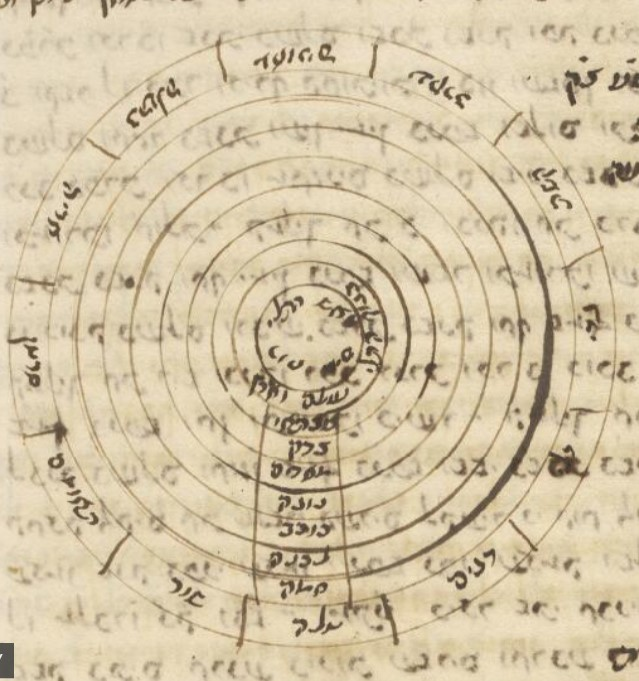
Рисунок из манускрипта «Хейхалот рабати», 14-15 век, Библиотека Британии. LON BL Harley 5510.

и другие.

## Авторство
Неизвестно, кто является авторами этих произведений. В некоторых из них повествование ведется от лица личностей, известных из других еврейских источников, таких как рабби Ишмаэль и рабби Акива, но нет причины считать их реальными составителями этих текстов.

## Датировка
Датировка времени написания текстов, составляющих ядро литературы Хейхалот, представляет значительные трудности. Поскольку в некоторых текстах упоминаются имена личностей, живших в I—II веке н. э., полагают, что они были записаны не ранее II века н. э., но возможно, что в их основе лежит более древняя традиция. С высокой долей вероятности можно определить верхнюю временную границу их написания. Цитаты из этих текстов приводятся в поздних мидрашах, составленных в VI—VII веках, и можно утверждать, что основные произведения литературы Хейхалот были записаны не позже этого времени .
Некоторые книги, причисляемые к литературе Хейхалот, например Харва де-Моше, были написаны значительно позже.

## Язык
Литература Хейхалот написана на иврите (древне-еврейском языке) с включением отрывков на арамейском языке. В ней изредка встречаются греческие слова, и присутствует множество слов, не имеющих языкового смысла. Лингвистический анализ показывает значительные расхождения между разными рукописями. Эти отличия возникли из-за изменений, внесенных переписчиками. В некоторых рукописях сохранились морфологические формы, характерные для текстов, записанных на территории Израиля в начале нашей эры, в других — они претерпели изменения. Часть рукописей, написанных на территории Европы, содержит замены первоначальных конструкций на выражения, характерные для языка евреев-ашкеназов.
Тексты Хейхалот представляют собой сложное переплетение прозы и поэзии. Он изобилуют характерными выражениями, не свойственными другим языковым пластам, незнакомыми именами Бога и именами ангелов.

## Содержание
Основные книги Хейхалот носят повествовательный характер. Они не являются комментариями или аллегорическими объяснениями Священного писания, а представляют собой обособленную категорию литературы. В них описывается духовный опыт мистика, чья душа возносится к престолу Божией Славы и проходит на своём пути чертоги небесных дворцов, охраняемых ангельским воинством, славословящим Всевышнего. Путь ведет через семь небесных сфер, расположенных друг над другом, и на каждой из них есть свой небесный дворец. Душе мистика препятствуют ангелы, создающие смертельную опасность. Тот, кому удалось преодолеть весь тяжёлый путь и войти в чертог седьмой небесной сферы, удостаивается предстать перед троном Бога и лицезреть Его Славу.
Представление о высших мирах перекликается с описанием Божественной Колесницы (др.-евр. — Меркава) в видении пророка Йехезкэля.
Книги содержат экстатические гимны и славословия Богу, оставившие свой след в еврейской литургии.
В литературу Хейхалот некоторые исследователи включают также произведения, посвященные магии и возможностям практического применения знаний о духовных мирах, тексты о хиромантии и физиогномики, группу сочинений, посвященных эзотерической космогонии, прежде всего сотворению высших миров и мира ангелов, и сочинений, описывающих как Бог управляет сотворенной вселенной, человеком и ходом истории с помощью трансцендентных сил.
Ниже приведено краткое содержание наиболее известных сочинений.

### Хейхалот рабати («Большие Чертоги»)
Книга Хейхалот рабати описывает подъём рабби Ишмаэля в верхние миры, желающего выяснить, какая участь ждет его товарищей, впоследствии казненных римлянами, и что служит причиной их наказания. Книгу можно условно разделить на пять основных частей:
Прославляющие гимны, отрывки небесной литургии, рассказ о десяти мудрецах, казненных римлянами, описание Небесной колесницы и часть, называемую Сар Тора («повелитель Торы»).

### Хейхалот зутрати («Малые Чертоги»)
Содержит подробный рассказ, передаваемый от лица рабби Акивы, о четырёх, вошедших в Пардес (Божественный Сад), известный из Талмуда. Рабби Акива повествует о тайнах, открывшихся ему при восхождении к Колеснице, называет имена высших сил, имеющие магическое значения, говорит о способе восхождения, об опасностях, подстерегающих мистика, и о возможностях их преодоления. В конце пути, поднявшись в седьмой чертог, рабби Акива предстает перед Троном Славы, ему раскрывается Сущность Бога и он произносит слова молитвы-восхваления.

### Сефер Хейхалот («Книга Чертогов») или Ханох III («Третья книга Еноха»)
Рабби Ишмаэль поднимается в высший седьмой чертог, где встречает верховного ангела Метатрона. Метатрон рассказывает ему свою историю и показывает устройство верхних миров.

### Шиур Кома («Измерения»)
Сочинение, посвященное кульминации озарения, когда образ Бога открывается предельно четко и может быть описан с помощью антропоморфных символов. Разные версии текста встречаются в Каирской генизе, в рукописях, содержащих книги Хейхалот и в трудах ашкеназского еврейства, составленных в XII—XIII веках. Ядром текста является перечень «органов» Бога, перечень названий этих «органов», каждое из которых является странным бессмысленным сочетанием букв, и перечень размеров «органов» Бога, каждый из которых в астрономическое число раз превышает размер всего мира от края и до края.

### Реуйот Йехезкэль («Видения Йехезкеля»)
Описание видений, открывшихся пророку Йехезкелю на берегу реки Кевар (своеобразное дополнение к Книге пророка Иезекииля). В воде, глядя сверху вниз, он увидел небеса. Небеса неожиданно приоткрылись и он увидел Колесницу первой небесной сферы. Затем приотрылась первая небесная сфера и он увидел Колесницу второй небесной сферы и так далее до седьмой. Рассказывая о своем видении Йехезкель сообщает названия каждой сферы и действующие там силы.

## Связь с другими письменными источниками
Во многих еврейских письменных источниках встречается рассказ о людях, поднявшихся в высшие миры и увидевших Божественную Сущность и упоминается о существовании эзотерического учения, недоступного для большинства людей.
В Торе (Шмот, 24:9-11) рассказывается о людях, поднявшихся к Богу во время Синайского откровения: «И взошел Моше и Аарон, Надав и Авиу, и семьдесят из старейшин Исраэйля. И видели они Б-га Исраэйлева; и под ногами Его как образ кирпича из сапфира и, как самое небо, по чистоте… И видели они Б-га…»
Пророк Йехезкель (Иез. 1) подробно описывает представшее перед его глазами видение, трактуемое как образ устройства высших миров и называемое в более поздних источниках Маасе Меркава.
Йешайаху (Ис. 6) рассказывает о том, что видел образ Бога, сидящего на престоле, и серафимов, прославляющих Его.
В Мишне (Хагига, 2:1) говорится: «Не разъясняют законы о запрещенных связях троим; Маасе Берешит (процесс сотворения материального мира) — двоим; Маасе Меркава — даже одному, за исключением мудреца, который сам это понимает».
Талмуд (Хагига, 14б) повествует о четырёх, вошедших в Пардес. Один из вошедших умер, второй сошёл с ума, третий стал еретиком, и только рабби Акиве это не причинило никакого вреда. Наиболее известный комментатор Раши пишет, что «войти в Пардес» означает подняться на небеса, оперируя именем Бога.
Хай-гаон, духовный лидер еврейской общины, написал в начале XI века следующие слова:
«Многие мудрецы полагали, что есть определённые методы, с помощью которых обладающий необходимыми нравственными качествами человек, пожелавший увидеть Божью Колесницу и заглянуть в чертоги небесных ангелов, может это сделать. Он должен поститься определённое число дней, сидеть, опустив голову между коленями и шептать, глядя в землю, указанные оды и славословия. И тогда он заглядывает внутрь, и видит, как видят собственными глазами, семь чертогов, и ему кажется, что он как будто переходит из чертога в чертог и смотрит на то, что в них. Есть две посвященные этому Мишны, составленные таннаим, называемые Хейхалот Рабати и Хейхатот Зутрати. Эти видения имел в виду танна, сказавший „четверо вошли в Пердес“. Он назвал эти чертоги словом Пардес („сад“), и сравнил четверых, которые, как он полагает, взглянули на Колесницу и увидели чертоги, с вошедшими в сад». Это письмо Хая-гаона является наиболее ранним дошедшим до нас письменным источником, сообщающем о существовании литературы Хейхалот.
Талмуд (Хагига, 12б) говорит и про семь небесных сфер, описанных в литературе Хейхалот, называемых Вилон, Ракиа, Шехаким, Зевуль, Маон, Махон и Аравот.

## Влияние на еврейскую литургию и поэзию
Еврейская литургия вобрала в себя как отдельные элементы, так и целые пиюты, источником которых является литература Хейхалот.
Прежде всего это отрывок, входящий в благословение, произносимое в утренней молитве перед Шма Исраэль, где сказано, как ангелы, обитающие в высших мирах, прославляют Имя Всевышнего. В молитве говорят:
«и произносит (все воинство небесное): Свят, Свят, Свят Господь Цеваот! Вся земля полна славы Его! И офаним (др.-евр. — „колёса“), и святые хайот (др.-евр. — „животные“) с великим шумом возносятся на встречу серафим и, подобно им, восхваляют (Всевышнего) и говорят: Да будет благословенна Слава Господа, где бы она не обитала!»,
а подобный отрывок из Хейхалот рабати (Хейхалот рабати, 7:2) звучит так:
«начал Мататрон и вся его свита: Свят, Свят, Свят Господь Цеваот!». И хайот восхваляют (Всевышнего) и говорят: «Да будет благословенна Слава Господа, где бы она не обитала!».
Наиболее известные части еврейской литургии, соответствие которым можно найти в литературе Хейхалот это гимн «ха-Адерет ве-ха-Эмуна», произносимый в некоторых общинах каждую субботу, который полностью совпадает с текстом Хейхалот рабати (гл.28), и гимн «Эйн ке-Элокейну», завершающий утреннюю службу, который входит в книгу «Шиур Кома» с некоторыми изменениями в начальных словах каждой строфы.
В некоторых текстах Маасе Меркава приводится текст почти полностью совпадающий с молитвой «Алейну лешабеах», произносимой в конце трех ежедневных молитв, однако есть исследователи, полагающие, что это более поздняя вставка, заимствованная из сидура.

## История изучения
Одним из первых исследователей, проанализировавших литературу Хейхалот, был Гершом Шолем. В свей книге «Основные течения в еврейской мистике», вышедшей в свет в 1941 году, он посвятил ей отдельную главу. Шолем утверждает, что литература Хейхалот отражает мистическое учение, существовавшее в рамках иудаизма. Намеки на него можно найти в талмудической литературе и мидрашах. Это учение не придавали огласке из опасения, что оно может оказаться неправильно воспринятым и привести к ереси. По его мнению в этих книгах раскрываются идеи, распространенные среди адептов организованных школ, действовавших в начале нашей эры на территории Израиля и Вавилонии. Гершом Шолем полагает, что эти школы заимствовали основные категории мысли из библейских источников и стремились превратить вскользь упомянутое в Священном писании лицезрение Божьей Славы в непосредственное личное переживание.
Другие исследователи, например Эфраим Элимелех Урбах, полагают, что учение о Божественной колеснице, на которое намекают талмудические источники, — это не мистическая практика, описываемая в текстах Хейхалот, а особое постижение Торы с помощью разума, и считают, что литература Хейхалот не является частью учения мудрецов, заложивших основы иудаизма.
В последние десятилетия (1983—2023) вышло большое количество книг и статей, посвященных изучению литературы Хейхалот.
Петер Шефер разделил книги Хейхалот на отдельные текстовые единицы и показал, что в разных манускриптах компоновка текстовых единиц не одинакова. Из этого следует, что имеющиеся у нас книги содержат части, не являвшиеся изначально одним сочинением. Эти части могут принадлежать к разным временным и смысловым пластам. Он также проводит параллели между книгами Хейхалот, Танахом, неканоническими текстами и апокалиптической литературой.
Рахель Элиор показала связь книг Хейхалот с текстами, обнаруженными среди кумранских рукописей. Она полагает, что память о разрушении Храма нашла своё отражение в мистической литературе, заменившей не функционирующий более в материальном мире Храм, на представление о служении, продолжающемся в небесных чертогах.
Йосеф Дан видит в литературе Хейхалот продолжение древней традиции метафорического описания образа Бога, дошедшей до нас, в первую очередь, в образах библейской книги "Песнь песней / «Шир ха-ширим».